# اسکودوی هند پرتغال
اسکودوی هند پرتغال (به انگلیسی: Portuguese Indian escudo) یکای پول رایج در کشور هند پرتغالی است. مسئولیت کنترل این یکای پول برعهدهٔ Banco Nacional Ultramarino قرار دارد.